# Borsa di Lisbona
La Borsa di Lisbona, ribattezzata Euronext Lisboa nel 2002, è una borsa valori con sede a Lisbona, fondata nel 1769. È parte della borsa paneuropea Euronext.
Il suo indice principale è il PSI-20.
Euronext Lisbona negozia titoli, obbligazioni pubbliche, private e di partecipazione, garanzie, garanzie societarie, quote di fondi d'investimento e fondi negoziati in borsa. BVL è l'indice ufficiale della borsa e comprende tutte le azioni quotate sul mercato ufficiale. Il regolamento è T+2. Gli strumenti derivati comprendono futures sui tassi di interesse a lungo termine, sul Lisbor a tre mesi, sugli indici azionari e opzioni sull'indice azionario PSI-20 e sulle azioni portoghesi.

## Storia

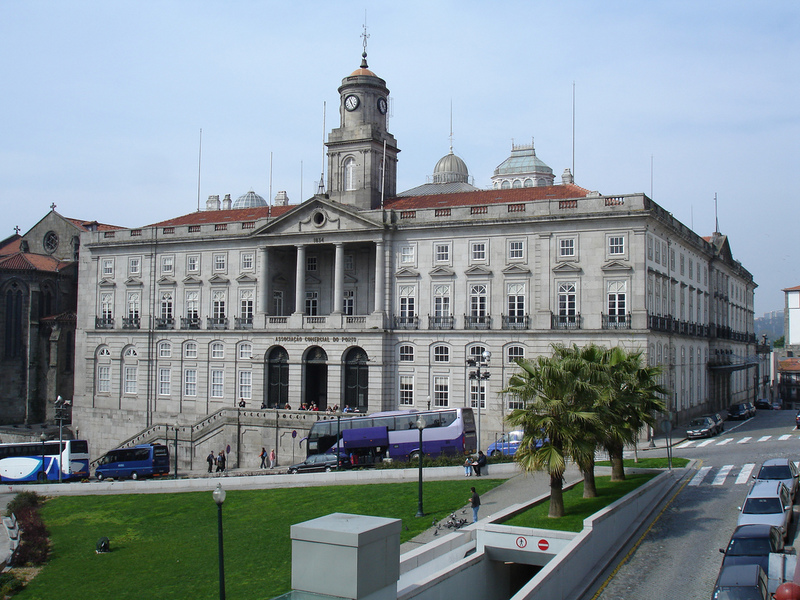
Il Palácio da Bolsa a Porto.

Nel 1769 venne creata in Piazza del Commercio a Lisbona, l'Assembleia dos Homens de Negócio (Assemblea degli uomini d'affari), istituto predecessore della Bolsa de Valores de Lisboa. Nel 1891, venne fondata a Porto la Bolsa de Valores do Porto.
Dopo il colpo di stato militare del 25 aprile 1974, sia la borsa di Lisbona che quella di Porto furono chiuse dalla rivoluzionaria Giunta di Salvezza Nazionale per poi essere riaperte due anni dopo, il 12 gennaio.
Negli anni '90, si venne a formare la BVLP (Bolsa de Valores de Lisboa e Porto), la borsa valori portoghese, dalla ristrutturazione dell'associazione della Borsa di Lisbona e dell'associazione della Borsa dei Derivati di Porto.
Alla fine del 2001, sui mercati regolamentati dalla BVLP erano quotate 65 società, per una capitalizzazione di mercato di 96,1 miliardi di euro. Da gennaio a dicembre 2001, sono stati scambiati sul mercato BVLP un totale di 4,7 milioni di contratti futures e opzioni.
Euronext Lisboa è stata poi costituita nel 2002, quando le azioni della Bolsa de Valores de Lisboa e Porto (BVLP) sono state acquisite da Euronext e la borsa è stata fusa nella borsa paneuropea. La fusione in Euronext, ha migliorato l'efficienza del mercato nel periodo successivo alla fusione e ha segnato una nuova pietra miliare nello sviluppo finanziario del Portogallo.
Nel 2007, dopo la fusione di Euronext e NYSE, Euronext Lisboa è entrata a far parte del nuovo gruppo NYSE Euronext. Qualche anno dopo, nell'ambito dell'operazione di acquisizione di NYSE Euronext da parte di Intercontinental Exchange, è stato previsto uno spin-off per Euronext. Nel giugno 2014, Euronext ha completato un'offerta pubblica iniziale che l'ha resa nuovamente una società autonoma. Dopo questa operazione, Euronext Lisboa è rimasta una filiale interamente controllata da Euronext N.V. con sede a Parigi e registrata ad Amsterdam.